# Lupitus Barchinonensis
Lupitus Barchinonensis, Seniofred Llobet o Sunifred Llobet, (950?, Alt Penedès) va ser un religiós i astrònom català del segle Xé (tot i que la seva identitat no està prou contrastada), parent dels bisbes Vives i Deodat de Barcelona. Des de l'any 975 fins al 995 va ser ardiaca de la catedral de Barcelona i home de confiança del comte Borrell II. Se'n conserven diferents escrits al Scriptorium del Monestir de Ripoll. L'ultima notícia que tenim de Sunifred Llobet, és que va anar a Roma en pelegrinatge, però no hi ha cap registre que en tornés.
Va ser mestre, molt probablement, de Gerbert d'Orlhac, (el que més tard va esdevenir Papa amb el nom de Silvestre II) durant els seus anys de formació a Vic i a Ripoll. Anys després, Gerbert, que ja era bisbe de Reims, va escriure una carta a un monjo del Scriptorium del Monestir de Ripoll, datada l'any 984, en què li demana un llibre d'astrologia de Lupitus Barchinonensis, molt probablement el Ms.225
Es té constància que es va dedicar a traduir al llatí algunes obres àrabs d'astronomia, entre elles se li atribueix el Ms.225 de Ripoll sobre l'ús de l'astrolabi i, per aquest motiu es pensa que va construir l'astrolabi més antic del món amb caràcters carolingis (l'astrolabi de Barcelona)
L'Acadèmia de Ciències de Barcelona va demanar l'astrolabi en préstec a l'Institut du Monde Arabe de Paris, on el va cedir el seu descobridor, Marcel Destombes, per fer-ne una còpia. Actualment aquesta còpia es troba a la col·lecció del Museu Nacional de la Ciència i la Tècnica de Catalunya amb el número de registre 9164.